# Дрындин, Виталий Викторович
Виталий Викторович Дрындин (род. 28 октября 1975, Воскресенск, Московская область) — российский хоккеист, защитник. Мастер спорта России. Тренер.

## Биография
Воспитанник воскресенского «Химика». В 16 лет прошёл предсезонную подготовку с основной командой, но перед началом сезона 1992/93 был командирован в команду открытого чемпионата России «Буран» Воронеж. С начала 1993 года вернулся в Воскресенск, провёл 4 матча за команду КФК «Сокол» Луховицы. В следующем сезоне продолжал играть за «Сокол» в открытом чемпионате России, также провёл 14 матчей за «Химик» в МХЛ. В 1999 году вылетел с командой в высшую лигу. Через год вместе с Андреем Логиновым и Андреем Галкиным перешёл в «Крылья Советов». В следующем сезоне выступал за ЦСКА, «Сибирь» и «Витязь». В дальнейшем выступал за белорусский «Гомель» (2002/03, 2003/04 — 2008/09), «Молот-Прикамье» (2003/04), "Химик (2009/10), «Владимир» (2010/11), «Арыстан» (Казахстан) и «Славутич» (2011/12).
В 1995—1996 годах играл за сборную России.

## Достижения
- Победитель Кубка «Известий» в составе сборной России (1995)
- Чемпион Белоруссии (2003)
- Серебряный призёр Белоруссии (2004)
- Обладатель Кубка Белоруссии (2003, 2004)
- Обладатель Кубка Казахстана (2011)
- Серебряный призёр высшей лиги России (2001)
- Финалист Континентального Кубка (2004)

Детский тренер в «Химике».
Дочь Валерия — хоккеистка.